# Ixtaran
Ixtaran (Ištaran) en sumeri 𒀭𒅗𒁲 (també anomenat Gusilim) era un déu de la mitologia sumèria, venerat principalment a la ciutat de Der i a la regió fronterera entre Sumer i l'Iran. El seu culte va florir al final del segon mil·lenni aC i fins al període mitjà babiloni, després del qual el nom de la deïtat no torna a aparèixer ni com a tal ni aplicat a persones.
Es deia que era fill d'An, i rebia culte també a la ciutat d'Uruk. En un període tardà es deia que Ixtaran era germà de la deessa Ixtar.
El símbol de la deïtat està representat sovint als kudurrus, i era una serp, segurament representant al deu serp Nirah que era el delegat d'Ixtaran a la terra. De vegades Nirah és considerat el seu fill. No es coneix amb precisió quina funció tenia, i se suposa que se'l considerava un jutge celestial. Era proverbial el seu caràcter just, i diversos reis, com Gudea, de Lagaix, i Xulgi, d'Ur, es comparaven amb ell, segons les inscripcions, i es declaraven igualment justos.
També se'l considerava com un dels déus que moria en un determinat moment, tal com li passava a Dumuzi. En un text ritual es diu que moria a l'estiu, i que el seu cadàver xop de sang arribava a l'inframon. En un altre text se l'equipara amb Dumuzi. També se l'associava, en alguns textos primitius, a Xamaix, perquè el dos déus eren divinitats de la justícia.
Sembla que no tenia parella, però l'esposa del déu apareix en una inscripció amb el nom de Xarrat-Deri, que vol dir 'la reina de Der'. El culte d'Ixtaran estava estès fora de Der i hi ha constància a Umma i Lagaix. Gudea, governant de Lagaix, va deixar una inscripció on parlava de la fundació d'una capella a la deïtat en el gran temple de Ningirsu a Girsu.